# Хабаровськ
Хабáровськ (раніше відомий як Хабáрівка, рос. Хаба́ровск; кит.: 伯力; піньїнь: Bó Lì; маньчж.: ᠪᠣᡥᠣᡵᡳ Bohori) — центр Хабаровського краю Російської Федерації, головне місто Далекого Сходу, адміністративний центр Хабаровського району та Хабаровського міського округу. Одне з головних міст Зеленої України. Заснований 1858 як воєнний пост Хабарівка, першим будівничим якого був Дяченко Яків Васильович. Сучасну назву має із 1892.
Розташований над Амуром біля впадіння в нього Уссурі.
Транспортний вузол і важливий промисловий центр (провідні галузі промисловості: машинобудівна і металообробна, легка, харчова).

## Історія
Заснований у 1858 році на землях, населених нанайцями як військовий табір одразу після передання північного берегу Амура від Китаю до Російської імперії за Айгунським договором. Початково названий Хабаровка на честь першопрохідника Єрофея Хабарова. Існує версія, що Хабаровськ назвали так не в честь Хабарова, а від слова «хабар» — удача (в російській трактовці).
З 1884 року — столиця Східно-Сибірського генерал-губернаторства. У 1893 перейменований на Хабаровськ. З 1897 року з'єднаний з Владивостоком Уссурійською залізницею, з 1916 — з Сибіром Амурською залізницею.
З січня по квітень 1918 року тут розміщувався Тимчасовий Далекосхідній Український Крайовий Комітет, з квітня по червень 1918 року — Український Далекосхідній Секретаріат.
Більшовицька влада встановлена у грудні 1917 і ліквідована у вересні 1918 року уссурійськими козаками разом з Чехословацьким легіоном та японськими інтервентами. Встановлена влада Сибірської республіки, надалі — Російської держави Колчака. Після поразки білих на початку 1920 року у місті встановлюється влада соціалістичної Приморської обласної управи, яка входить до складу Далекосхідної республіки. Хабаровська міська дума намагається проголосити Хабаровську республіку. Взимку 1921—1922 місто контролює Приамурське державне утворення, після поразки якого остаточно встановлюється влада більшовиків.
У 1949 році в місті відбувається Хабаровський процес над японськими військовими, звинувачуваними у тестуванні біологічної зброї на людях.
У 2005 році була проведена демаркація російсько-китайського кордону, в результаті якої частина острова Великий Уссурійський відійшла до Китаю разом з дачними господарствами мешканців міста.

### Протести у 2020 році
12 липня 2020 року в Хабароську розпочалися протести через арешт губернатора краю Сергія Фургала. Путін прислав Михайла Дехтярьова во губернатора, але хабарівці відмовилися прийняти його, як губернатора.
Станом на 11 серпня 2020 року протести продовжуються.

## Географія
Місто розташоване в Азії, у південній частині Середньоамурської низовини, неподалік від місця злиття річок Амур та Уссурі. Площа міста — 37,2 тис. га, довжина вздовж берега Амура і Амурської протоки — 33 км. Середня ширина — 10 км (від правого берега Пензенської протоки навпроти села Володимирівка до селища ім. Горького (у складі Залізничного району) — близько 24 км).
Розташовується на піднесеному правому березі Амура, рельєф якого різноманітний і складний. Центральна частина Хабаровська розкинулася на пологих увалах з абсолютними відмітками 70-90 м над рівнем моря і відносними перевищеннями 20-30 м.

### Клімат
| Клімат Хабаровськ                          | Клімат Хабаровськ | Клімат Хабаровськ | Клімат Хабаровськ | Клімат Хабаровськ | Клімат Хабаровськ | Клімат Хабаровськ | Клімат Хабаровськ | Клімат Хабаровськ | Клімат Хабаровськ | Клімат Хабаровськ | Клімат Хабаровськ | Клімат Хабаровськ | Клімат Хабаровськ |
| Показник                                   | Січ.              | Лют.              | Бер.              | Квіт.             | Трав.             | Черв.             | Лип.              | Серп.             | Вер.              | Жовт.             | Лист.             | Груд.             | Рік               |
| Абсолютний максимум, °C                    | 0,6               | 6,3               | 17,0              | 28,6              | 31,5              | 36,4              | 35,7              | 35,6              | 29,8              | 25,8              | 15,5              | 6,6               | 36,4              |
| Середній максимум, °C                      | −15,7             | −10,7             | −1,5              | 10,4              | 18,6              | 23,9              | 26,6              | 24,8              | 19,1              | 10,0              | −3,1              | −13,5             | 7,4               |
| Середня температура, °C                    | −19,8             | −15,4             | −6,4              | 4,8               | 12,4              | 18,1              | 21,3              | 19,9              | 13,7              | 5,1               | −7,2              | −17,3             | 2,4               |
| Середній мінімум, °C                       | −23,5             | −19,7             | −11               | 0,1               | 7,1               | 13,0              | 16,8              | 15,9              | 9,2               | 1,0               | −10,6             | −20,6             | −1,9              |
| Абсолютний мінімум, °C                     | −40               | −35,1             | −28,9             | −15,1             | −3,1              | 2,2               | 6,8               | 4,9               | −3,3              | −15,6             | −27,4             | −36,7             | −40               |
| Середня кількість сонячних годин на місяць | 147               | 181               | 231               | 213               | 242               | 262               | 248               | 217               | 212               | 189               | 159               | 145               | 2446              |
| Норма опадів, мм                           | 14                | 11                | 22                | 44                | 61                | 72                | 133               | 153               | 79                | 50                | 26                | 17                | 682               |
| Днів з дощем                               | 0                 | 0                 | 1                 | 10                | 16                | 15                | 15                | 17                | 15                | 11                | 2                 | 0                 | 102               |
| Днів зі снігом                             | 14                | 11                | 11                | 6                 | 1                 | 0                 | 0                 | 0                 | 0,1               | 4                 | 12                | 14                | 73                |
| Вологість повітря, %                       | 75                | 72                | 68                | 63                | 65                | 74                | 79                | 83                | 78                | 67                | 69                | 73                | 72                |
| ------------------------------------------ | ----------------- | ----------------- | ----------------- | ----------------- | ----------------- | ----------------- | ----------------- | ----------------- | ----------------- | ----------------- | ----------------- | ----------------- | ----------------- |

## Населення
| 1880     | 1884     | 1897     | 1899     | 1913     | 1926     | 1931     |
| -------- | -------- | -------- | -------- | -------- | -------- | -------- |
| 1400     | ▲5000    | ▲15 000  | ▲15 500  | ▲52 000  | ▬52 000  | ▲69 100  |
| 1939     | 1956     | 1959     | 1970     | 1973     | 1975     | 1976     |
| ▲199 172 | ▲280 000 | ▲322 744 | ▲435 962 | ▲474 000 | ▲502 000 | ▬502 000 |
| 1979     | 1982     | 1985     | 1986     | 1987     | 1989     | 1990     |
| ▲527 848 | ▲553 000 | ▲576 000 | ▲579 000 | ▲591 000 | ▲600 623 | ▲616 000 |
| 1991     | 1992     | 1993     | 1994     | 1995     | 1996     | 1997     |
| ▼613 000 | ▲615 000 | ▼612 000 | ▼609 000 | ▲615 000 | ▼614 000 | ▲615 000 |
| 1998     | 1999     | 2000     | 2001     | 2002     | 2003     | 2004     |
| ▼612 000 | ▲614 000 | ▼609 400 | ▼603 500 | ▼583 072 | ▲583 100 | ▼580 400 |
| 2005     | 2006     | 2007     | 2008     | 2009     | 2010     | 2011     |
| ▼579 000 | ▼578 100 | ▼577 400 | ▼577 300 | ▲579 168 | ▼577 441 | ▲577 753 |
| 2012     | 2013     | 2014     | 2015     | 2016     | 2017     |          |
| ▲585 556 | ▲593 636 | ▲601 043 | ▲607 216 | ▲611 160 | ▲616 242 |          |

## Українське життя
Хабаровськ розташований на етнічно мішаній частині Зеленого Клину; за переписом 1926 нараховував 3 800 українців (7,6 % всього населення), 1970 — близько 30000, або близько 7 %. Крім Владивостока Хабаровськ був найважливішим осередком українського життя в Зеленому Клині. Вже в 1907 тут діяв Український клуб (перший в Зеленому Клині), згодом Українська громада. Пишно розвинулося українське життя за революції 1917—1922: тут відбулися 2 і 3 Далеко-Східні Українські З'їзди, виходили українські газети («Ранок» та ін.). Жваве політичне життя завмерло після радянської окупації (1922), але воно продовжувало проявлятися в українському культурному житті, звісно, керованому більшовиками. З середини 1930-х pp. влада посилила русифікацію, хоч число українців тут значно зросло.
У місті діє українське земляцтво «Зелений Клин» та хор «Батьківська криниця», які входять до «Асамблеї народів Хабаровського краю». На початку 2015 року керівниця українського хору Хабаровська Наталя Романенко зазнала переслідувань через свою громадську позицію щодо російської агресії проти України.

## Транспорт

### Залізничний транспорт
Через місто проходить Транссибірська залізнична магістраль, а також залізнична лінія на Комсомольськ-на-Амурі, що сполучає Транссиб з Байкало-Амурської магістраллю. У Хабаровську розташовано управління Далекосхідної залізниці, три депо (пасажирське, локомотивне і вагонне). У межах міста розташовано чотири залізничні станції, найбільші з них — Хабаровськ I (позакласна пасажирська) і Хабаровськ II (позакласна сортувальна). Від Хабаровська до Владивостока курсує фірмовий потяг «Океан». Приміські залізничні перевезення здійснюються електропотягами. В 2009 році завершено реконструкцію мосту через Амур, в результаті якої міст став не тільки двоколійним залізничним, а й автомобільним.

### Автомобільний транспорт
Місто є сполучною точкою федеральних автотрас «Амур» (Чита — Хабаровськ), «Уссурі» (Хабаровськ — Владивосток), Хабаровськ — Комсомольськ-на-Амурі і будується траси «Схід» (Хабаровськ — Находка). В 1983 році здано в експлуатацію автовокзал на 500 пасажирів на годину. Міжміські автобусні маршрути пов'язують місто з центральними і східними районами краю, містами Примор'я і Єврейської автономної області.

### Річковий транспорт
Вантажні та пасажирські перевезення по Амуру здійснює Амурське річкове пароплавство. Крім річкових перевезень здійснюються морські перевезення судами типу «річка-море», у віддалені райони краю здійснюється «північне завезення». У Хабаровську — вантажний річковий порт і пасажирський річковий вокзал, Хабаровська ремонтно-експлуатаційна база флоту (ХРЕБ флоту).
Вниз по Амуру до Миколаївська-на-Амурі пасажирів перевозять «Метеори», у віддалені села вгору по Тунгусці ходить «Зоря», на лівий берег дачники їздять на пароплавах «Москва» і «Москвич». У китайський Фуюань ходять пароплави «Полісся».

### Авіаційний транспорт
Авіаперевезення здійснюються через «Новий» (має статус міжнародного з 1972 року) і «Малий» аеропорти (авіакомпанія «Восток»), розташовані за 10 км від центру міста. Тут же розгорнута база ремонту авіаційних суден.
Також у межах міста знаходиться військовий аеродром «Центральний» з військовим авіаремонтним заводом і аеродром ДОСААФ «Динамо».

## Громадський транспорт
трамвай, тролейбус, автобус і маршрутне таксі; таксі. Протяжність внутрішньоміських автобусних маршрутів, трамвайних та тролейбусних ліній перевищує 500 км.

## Спорт
- Амур (хокейний клуб)

## Культура
- Хабаровський театр ляльок

## Міста-побратими
- Ніїґата, Японія (1965)
- Портленд, США (1988)
- Вікторія, Канада (1990)
- Харбін, КНР (1993)
- Пучхон, Південна Корея (2002)
- Санья, КНР (2011)
- Чхонджін, Північна Корея (2011)

## Відомі люди
- Алабін Віктор Григорович (1927—1998) — тренер, доктор педагогічних наук (1994), професор (1995).
- Деряжний Олександр Сергійович (1934/1938-1991) — український кінооператор.
- Жуков Сергій Анатолійович (1947—2004) — український військовослужбовець, науковець-радіотехнік, доктор технічних наук, генерал-лейтенант.
- Задоянчук Олег Іванович — український журналіст.
- Іванова Ольга Тимофіївна (нар. 1944) — російська режисерка опери, заслужена діячка мистецтв РФ.
- Щериця Юрій Павлович — український музикознавець.
- Яворський Віктор Соломонович (нар. 1929) — доктор сільськогосподарських наук, професор.
- Яроцький Олександр Вікторович (1984—2017) — солдат Збройних сил України, учасник російсько-української війни.

## Галерея

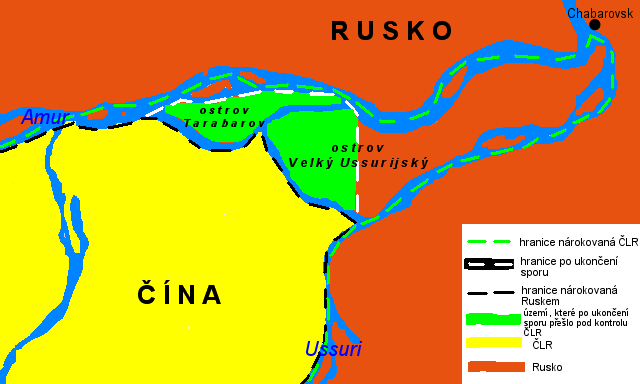
Розділ Великого Уссурійського острова між Росією та Китаєм
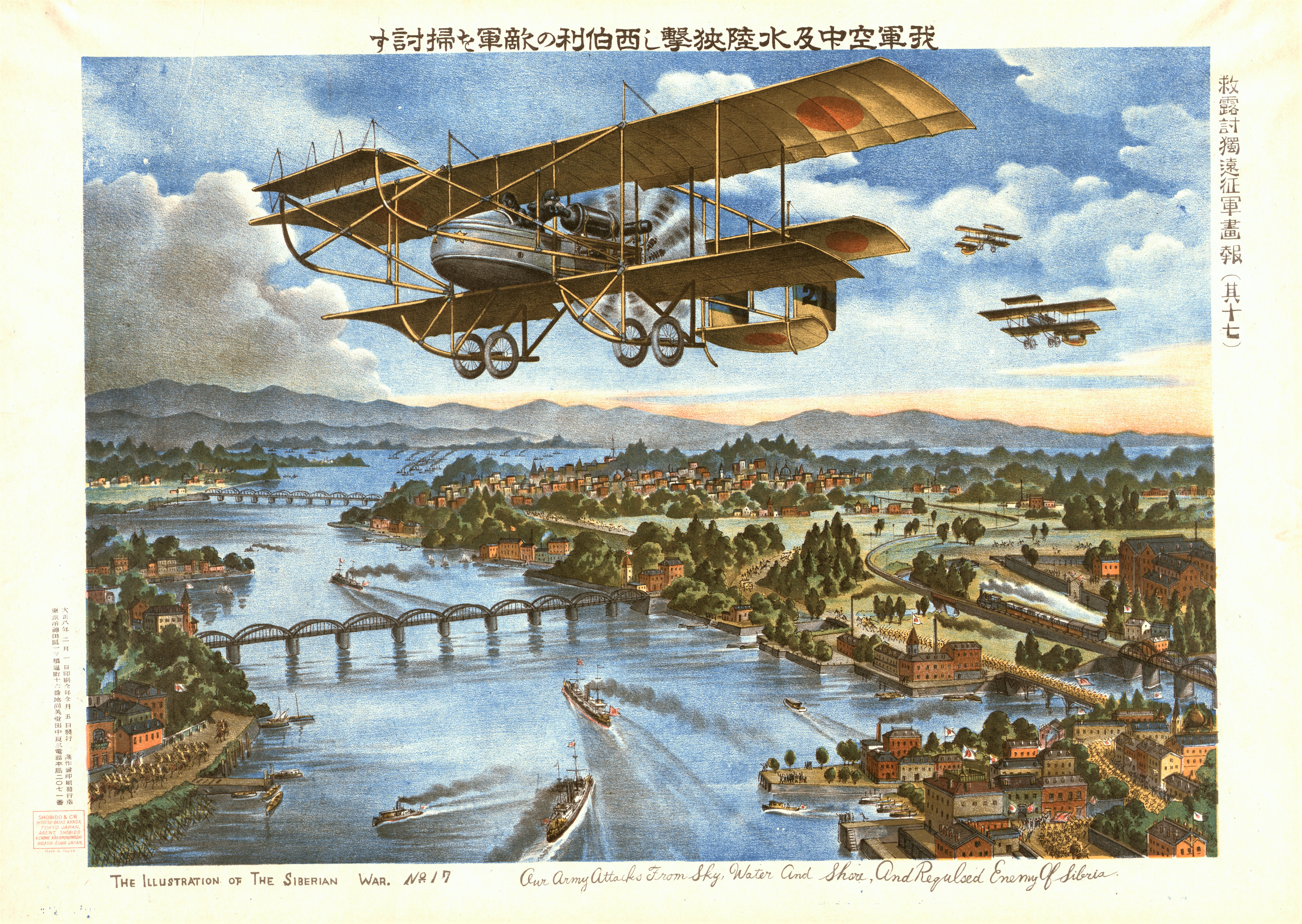
Інтервенція в Хабаровську на японській листівці
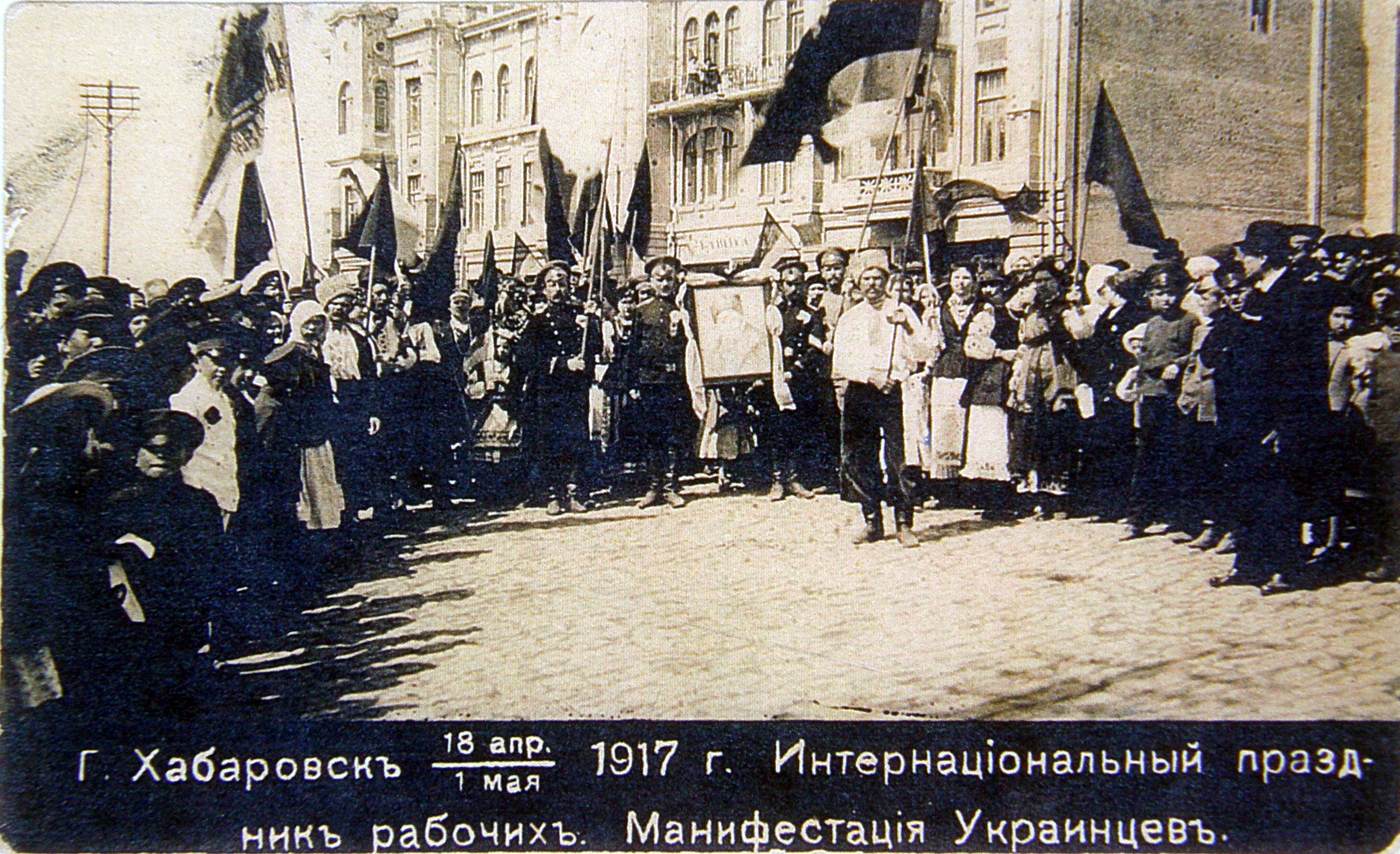
Українська маніфестація в Хабаровську, 1 травня 1917 року
- Уссурійські козаки в Хабаровську у 1919 році
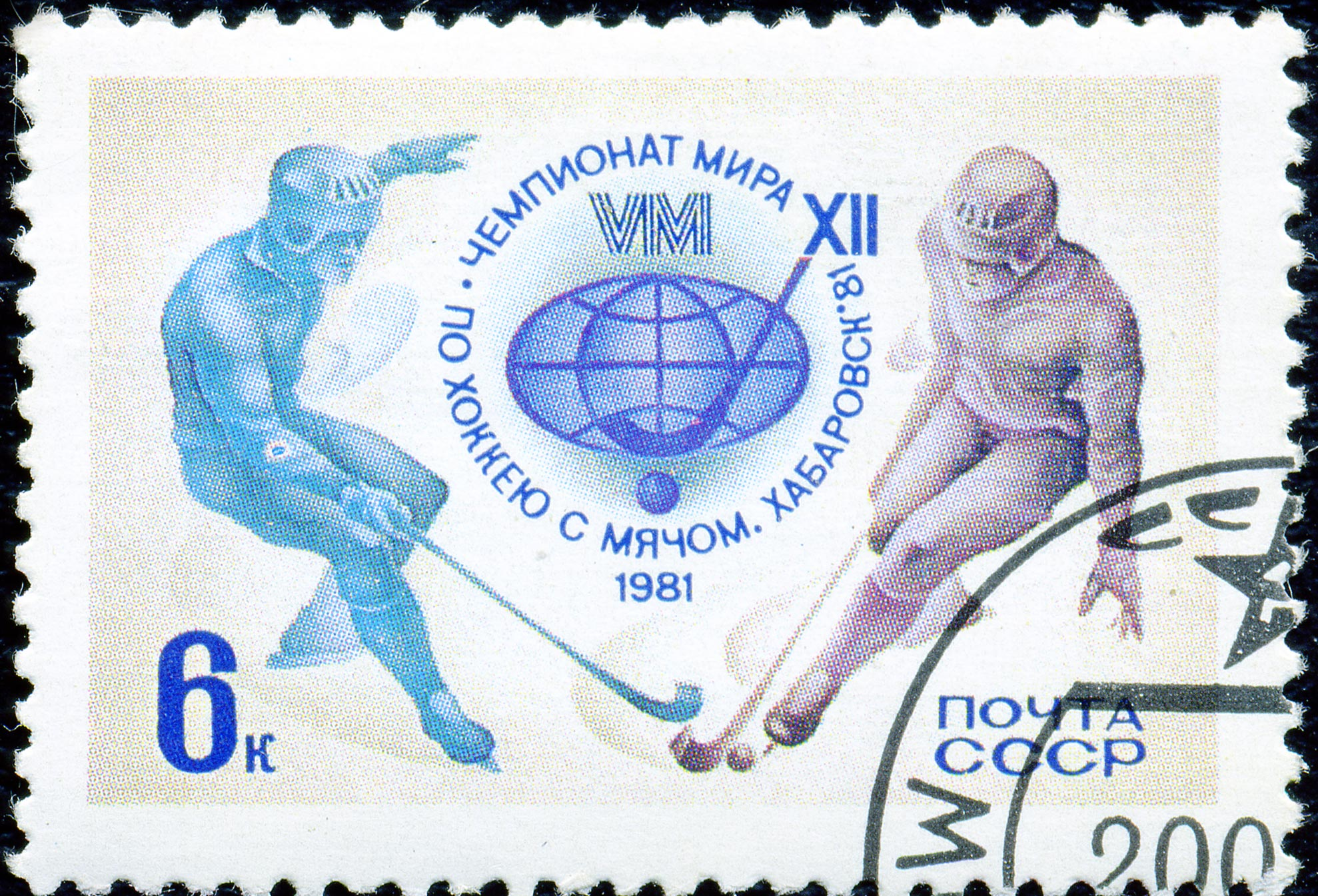
Чемпіонат світу з хокею з м'ячем 1981 року в Хабаровську
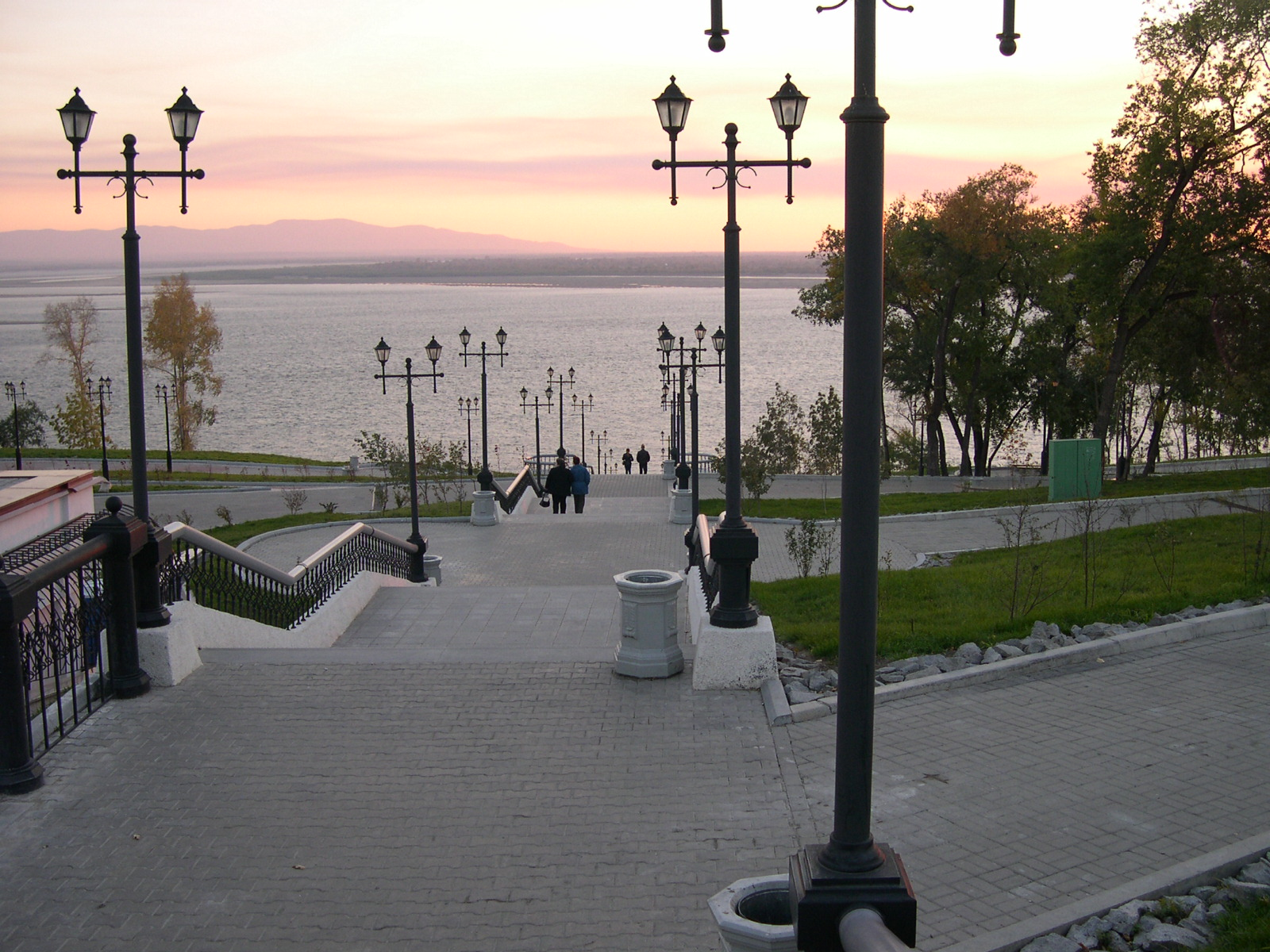
Узбережжя Амуру